# This Isn't Everything You Are
"This Isn't Everything You Are" é uma canção da banda norte-irlandesa de rock Snow Patrol. Esta faixa foi lançado como download digital em 14 de outubro de 2011 e é o segundo single do álbum Fallen Empires.

## Faixas
| Download digital |                                 |         |  |
| N.º              | Título                          | Duração |  |
| 1.               | "This Isn't Everything You Are" | 4:47    |  |

| UK 2-track Promo CD-single |                                 |         |  |
| N.º                        | Título                          | Duração |  |
| 1.                         | "This Isn't Everything You Are" | 4:02    |  |
| 2.                         | "This Isn't Everything You Are" | 4:57    |  |

| Alemanha - 2-track Promo CD-single |                                                   |         |  |
| N.º                                | Título                                            | Duração |  |
| 1.                                 | "This Isn't Everything You Are" (versão de rádio) | 4:02    |  |
| 2.                                 | "Plastic Jesus"                                   | 3:31    |  |

## Paradas musicais
| Paradas (2011)                                | Melhor posição |
| --------------------------------------------- | -------------- |
| Bélgica (Ultratip Bubbling Under de Flandres) | 9              |
| Bélgica (Ultratip Bubbling Under da Valônia)  | 16             |
| Irlanda (IRMA)                                | 18             |
| Países Baixos (Single Top 100)                | 42             |
| Reino Unido (UK Singles Chart)                | 40             |

## Lançamento
| País          | Data                  | Formato          | Gravadora       |
| ------------- | --------------------- | ---------------- | --------------- |
| Países Baixos | 14 de outubro de 2011 | Download digital | Polydor Records |
| Reino Unido   | 14 de outubro de 2011 | Download digital | Polydor Records |